# Repressió franquista
La repressió franquista fou el llarg procés de violència física, econòmica, política i cultural que van patir durant la Guerra Civil espanyola els partidaris del govern legítim de la Segona República Espanyola a la zona del bàndol nacional, i durant la postguerra i la dictadura franquista els perdedors de la Guerra Civil -els republicans-, els qui hi donaven suport o, més simplement, els qui eren denunciats com antifranquistes -ho fossin o no-, així com posteriorment els membres d'organitzacions polítiques, sindicals i, en general, els qui no estaven d'acord amb la dictadura franquista, manifestaven la seva oposició al règim i els qui constituïen o podien constituir un perill pel règim sorgit de l'Alzamiento Nacional.
La tanatopolítica i la biopolítica de la repressió franquista obeïen a les lògiques d'una guerra civil, una conquesta colonial i una guerra santa catòlica, sobre una població fins aleshores considerada part de la mateixa comunitat. Hom pot trobar processos, polítiques i pràctiques institucionals com ara massacres indiscriminades, recatolització dels vençuts, exili forçat, exclusió dels beneficis de la plena ciutadania, o l'aplicació de sentències repressives retroactives, tot fonamentat en la definició dels republicans com a antiespanyols, una terminologia que barreja la percepció dels enemics com a “no-ciutadans” i àdhuc “éssers inferiors” aliens als valors que definien la nació (confessional) autoimaginada. Darrere del terme genèric "rojos" hi havia una noció d'enemic en sentit absolut, dirigit a l'erradicació, àdhuc adquirint un sentit racial.
Atiada per la confluència del regeneracionisme i el degeneracionisme, la repressió franquista va ser motivada per la noció d'una neteja social. Per això l'assassinat de persones considerades com a enemics de l'estat començava immediatament després de la conquesta d'un lloc per part dels rebels.  Ideològicament, l'Església Catòlica va legitimar l'assassinat per part de la Guàrdia Civil i la Falange com a defensa de la cristiandat

## Inici de la repressió: la Guerra Civil

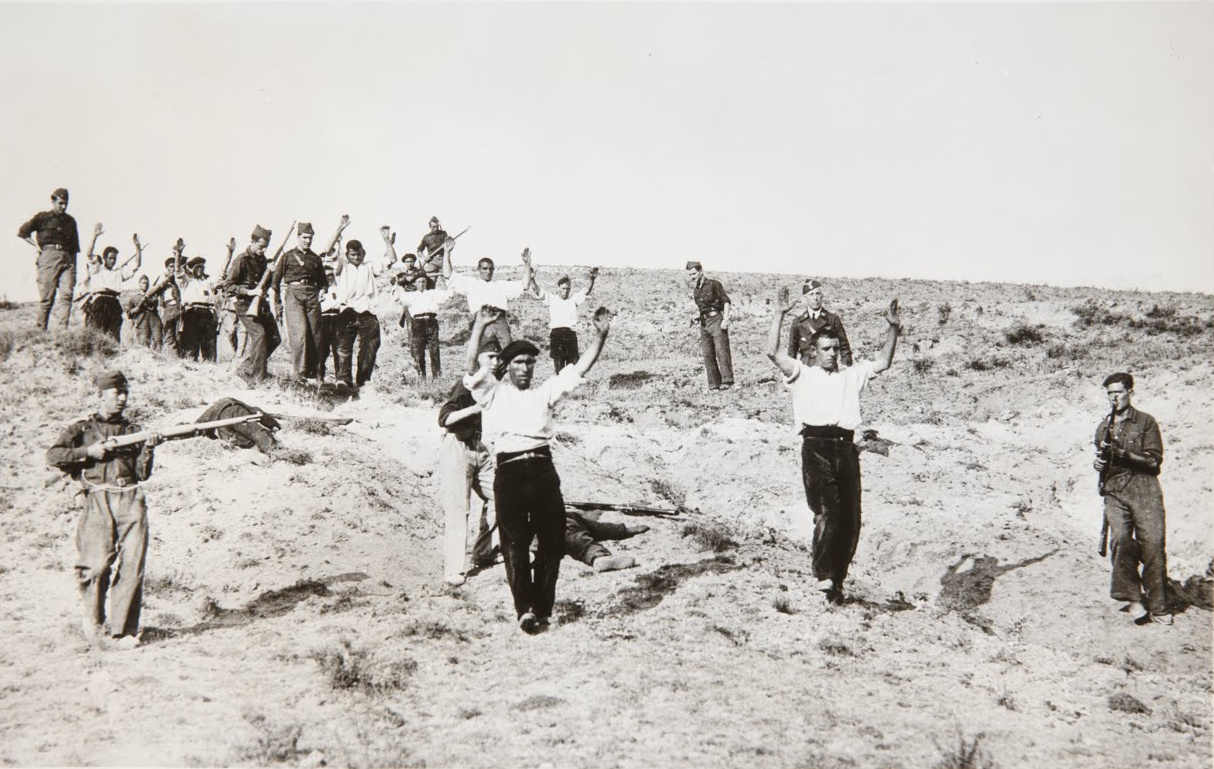
Milicians republicans agafats presoners durant la batalla de Guadarrama.

El cop d'estat del 18 de juliol, protagonitzat per un sector de l'exèrcit espanyol amb la col·laboració d'una part de la societat, va desembocar en la Guerra Civil espanyola i un estat dividit en dues zones: una controlada pel govern legítim i una altra pels militars revoltats (govern de Burgos). L'exèrcit rebel acabarà sent encapçalat pel general Franco i anirà conquerint de forma progressiva les zones que s'havien mantingut fidels al Govern de la Segona República Espanyola. L'avenç es va caracteritzar per la duresa de la repressió sobre la població que es considerava contrària al nou règim i sobre els presoners de guerra.
Les proclames a la violència de Mola, Sanjurjo, Queipo de Llano o Franco van anunciar les característiques intrínseques de la dictadura. Acabada la guerra, l'abril de 1939, el nou estat portarà a terme una important repressió que, d'una manera o una altra, afectarà a la majoria de la població: els uns foren denunciats, acusats, empresonats, jutjats i executats; d'altres patiren abusos, apropiacions, acomiadaments, insults i dures condicions laborals i salarials, depuracions i repressió de la llengua i la cultura. A més, centenars de milers més s'hagueren d'exiliar. Per molts homes i dones foren anys de fred, misèria, fam, por, menyspreu, exclusió social i oblit.

### Política d'extermini de l'enemic
Quatre mesos després de la Carta col·lectiva dels bisbes espanyols als bisbes del món sencer amb motiu de la guerra a Espanya, el novembre del 1937, reunits a Venta de Baños, els bisbes emeteren una segona carta, on a més de reafermar-se en els seus postulats, justificant la política d'extermini de l'enemic, donen testimoni que va existir aquesta política. Altrament, la referència explícita a una política d'extermini, no de repressió o eliminació, du a interpretacions biopolítiques.
De fet aquesta política d'extermini ja havia sigut demanada per gent com l'Onésimo Redondo, entre d'altres.

#### Característiques bàsiques
Per conèixer les directrius repressives es pot citar la sentència del Fiscal en cap de l'exèrcit franquista, en Felipe Acedo Colunga, esmentada a la memòria interna del 1939 per a les diferents auditories, amb frases molt clares com ara:
«Cal desinfectar prèviament el solar patri. I heus aquí l'obra -pesar i glòria- encomanada per atzars del destí a la justícia militar».
Segons l’historiador Francisco Espinosa, l’Acedo proposava un model de repressió exemplar per crear el nou estat feixista «en el solar de la raça». Calia una depuració absoluta «desposeida de tot sentiment de pietat personal». Segons l'Espinosa, el model legal per a la repressió era l’ordenament processal alemany (nacionalsocialista), on el fiscal podia actuar al marge de consideracions legals. Allò important era el dret no escrit que, segons en Herman Göring, els pobles duen com «una brasa sagrada en la seva sang».
I pel que fa a Catalunya, es poden recollir les declaracions del Queipo de Llano a l’article subtitulat «Contra Cataluña, la Israel del món modern», publicat al Diario Palentino el 26 de novembre de 1936, on deixa caure que a Amèrica consideren els catalans com «una raça d'hebreus, perquè es valen dels mateixos procediments que realitzen els hebreus en totes les nacions del Globus». Y considerant als catalans com a hebreus i tenint en compte el seu antisemitisme "La nostra lluita no és una guerra civil, sinó una guerra per la civilització occidental contra el món jueu", no es fa estrany que aquest mateix militar expressés clarament les seves intencions anticatalanes: «Quan la guerra hagi acabat, Pompeu Fabra i les seves obres seran arrossegats per les Rambles» No era parlar per parlar, atès que en arribar a Barcelona els sollevats assaltaren casa seva, llençaren la seva enorme biblioteca al carrer i li calaren foc. En Fabra havia fugit a l'exili poc abans.

##### Infrahomes
A Espanya, als termes infrahome, subhome i degenerat, provinents del nacionalisme emergent europeu, són prou freqüents en discursos i articles, especialent a partir dels anys trenta, i que augmenten d'intensitat durant els Fets d'Octubre, i durant la guerra civil.
A mesura que s'acosta o es produeix la guerra civil, hi ha una divergència en el significat del terme infrahumà, per la part rebel adquireix un significat racial/eugenèsic, mentre que per la part republicà és més de tipus cultural.

Durant i després de la guerra pel bàndol rebel, el franquisme, semblant a l'Alemanya nazi, va promoure la idea de purificar la raça i crear l'home nou, provocant una brutal repressió de la població espanyola. En aquest sentit, Gonzalo de Aguilera, cap de premsa de la facció nacionalista durant la Guerra Civil Espanyola, va fer les següents declaracions al periodista nord-americà John T. Whitaker:
Hem de matar, matar; sap vostè? Són com animals, sap?, i no cal esperar que es lliuren del virus del bolxevisme. Al cap i a la fi, rates i polls són els portadors de la pesta. Ara espero que comprengui vostè què és el que entenem per regeneració d'Espanya... El nostre programa consisteix... a exterminar un terç de la població masculina d'Espanya, amb això es netejaria el país i ens desfaríem del proletariat, a més també és convenient des del punt de vista econòmic. No tornarà a haver atur a Espanya, ...se n'adona?

## Evolució de la repressió
En els primers anys, coincidint amb la Segona Guerra Mundial, i el suport a Adolf Hitler i Mussolini, el règim franquista va dur a terme una repressió brutal contra els adversaris que patiren afusellaments, vexacions personals i familiars, espoliació econòmica, marginació a ciutadans de segona categoria, amb deures però sense drets. Es va incitar a la delació i a la denúncia, responent a la voluntat política d'implicar, directament o indirectament, el màxim de persones en la repressió: els uns perquè es beneficiarien de les depuracions, altres per satisfer les ànsies de revenja i altres per fer mèrits. Així, els sospitosos de suport a la República, se'ls va enviar a les presons, d'on molts sortiren amb la salut malmesa per sempre. Una vegada eren posats en llibertat, s'havien de presentar periòdicament a la Guàrdia Civil i no podien exercir cap càrrec públic. L'onada repressiva no va ser puntual, sinó que va tenir una dramàtica persistència, puix l'estat de guerra decretat el juliol de 1936 no fou derogat fins al 7 d'abril de 1948. Josep Maria Solé i Sabaté xifra en uns 4.000 els catalans executats a Catalunya. No foren més perquè molts es van exiliar. Els afusellaments dictats pel franquisme es van caracteritzar per la seva planificació sistemàtica: «calia executar arbitràriament per demostrar el poder i la força, per instaurar el terror fins al moll de l'os de la societat civil. Franco convertí Espanya en una caserna regida per la jerarquia, la disciplina i el tuf d'encens».
La llei de Responsabilitats Polítiques del 9 de febrer de 1939 i la de «Confiscación de Bienes Marxistas» del 23 de setembre del mateix any, van concretar que les propietats immobles, mobles i els recursos econòmics dels partits, sindicats, associacions, entitats, publicacions, emissores de ràdio serien espoliades, passant una part al patrimoni de diferents organismes del nou Estat i la resta seria subhastada. Els diaris d'esquerra van ser espoliats i van passar a formar part de la premsa del règim. Les persones exiliades, en alguns casos, van ser desposseïdes d'una part del seu patrimoni (cases, mobles, terres....). A les administracions públiques van ser depurades totes aquelles persones no addictes al règim i en el sector privat, l'exercici de certes professions liberals va ser també objecte de depuracions obligatòries en tots els col·legis professionals (advocats, metges...). A les empreses privades (bancs, fàbriques...) també es van dur a terme, però van dependre fonamentalment de la decisió de la direcció de l'empresa.
Tots els partits polítics i sindicats van ser proscrits i perseguits. A Catalunya va començar una dura repressió política i l'esclat d'una forta descatalanització, que es va manifestar en persecucions a la llengua i els senyals d'identitat pròpies. Arreu es va imposar una dura reacció social, i al carrer va irrompre una nova simbologia plena de banderes imperials i salutacions a la romana. Josep Benet i Morell va afirmar que el franquisme cercava «la desaparició de Catalunya com a minoria nacional dins l'Estat espanyol, amb la destrucció de la seva personalitat lingüística i cultural». El símbol d'aquesta política va ser l'afusellament, el 15 d'octubre de 1940, del president Lluís Companys, lliurat per l'Alemanya nazi al general Franco. La seva mort representava ben clarament les intencions que el règim tenia envers Catalunya.
La repressió va ser fruit d'una planificació sistemàtica, però en cap cas va ser una realitat homogènia, ja que va variar en intensitat i formes al llarg dels anys i el context social, econòmic o regional en què es va aplicar. És a dir, no fou igual a l'inici de la Guerra Civil espanyola o el 1938 que el 1939; ni tampoc va ser el mateix a partir de l'any 1941, quan els exèrcits alemanys conquereixen Europa, que el 1945, quan Hitler i Mussolini, els aliats naturals de Franco, havien estat derrotats.
Passada la guerra civil la repressió passà per la depuració de funcionaris, incloent trasllats forçosos per a aquells que no s'havien autoexiliat, lluny dels seus domicilis. Molts càrrecs de l'administració pública són assignats a dit a persones afins al règim. Les penes de privació de llibertat en batallons penals a treballs forçats, per a militars republicans foren utilitzats tant per a la reconstrucció d'infraestructures destruïdes durant la guerra com per al bastiment del Valle de los Caídos. Tanmateix les execucions prosseguiren més enllà de l'1 d'abril de 1939, data oficial del final de la guerra. S'institueixen diverses Lleis Fonamentals que limiten els drets d'associació i llibertat d'expressió. Així mateix s'institueix la brigada Político-Social com a part dels instruments de l'estat per a vetllar per l'homogeneïtat política de la nació espanyola.

## Col·laboració de l'Església espanyola
L'Església espanyola va aprovar la repressió i àdhuc va cooperar amb els rebels. Segons l'Antony Beevor: "El cardenal Gomá va afirmar que "els jueus i els maçons van enverinar l'ànima nacional amb una doctrina absurda"... Uns quants sacerdots valents van posar en perill la seva vida criticant les atrocitats nacionalistes, però la majoria del clergat de les zones nacionalistes es va delectar amb el seu nou poder i l'augment de la mida de les seves congregacions. Qualsevol que no assistís fidelment a la missa era probable que fos sospitat de tendències "rojes". Els empresaris van guanyar molts diners venent símbols religiosos... Recordava com les persecucions de la Inquisició a jueus i moriscos van ajudar a fer del porc una part tan important de la dieta espanyola".

Com a informació directa es poden recollir unes paraules del cardenal Gomá, que representen el component xenofòbic del feixisme sublevat:
«Dolor de haber visto el territorio nacional mancillado por la presencia de una raza forastera, víctima e instrumento a la vez de esa otra raza que lleva en sus entrañas el odio inmortal a nuestro Señor Jesucristo».
I també justificacions en la mateixa línia, com la del jesuïta Enrique Orria:
«...El judío como bien notan los especialistas lleva en su alma impreso el odio a la Iglesia católica y, en general a todo lo que no es judío... Es un misterio ese espíritu intranquilo y demoledor de la raza judía; pero es una realidad inexplicable a veces científicamente... su mentalidad judía les ha llevado a provocar las catástrofes más bárbaras de la humanidad... Masonería, judaísmo, socialismo y comunismo son hijos de la misma madre...».

## Xifres
El franquisme va crear unes xarxes de complicitat en què milers de persones es van veure implicades o van ser còmplices del vessament de sang, de les persecucions fetes, de la vida de centenars de milers de persones a les presons, als camps de concentració o als batallons de presoners. Les xifres aproximatives de víctimes mortals varien molt per la voluntat del règim franquista d'amagar les dades. Diverses estimacions presenten xifres entorn de 150.000 víctimes, algunes apuntant fins a 400.000 morts, segons el període considerat i la inclusió o no de les víctimes mortes en camps de concentració.
L'historiador francès Guy Hermet subratlla que les massacres es van perllongar més temps sota el govern franquista, sent aquest menys amenaçat que el govern republicà. Quant als centenars de milers de presos internats en camps de concentració franquistes, 192.000 haurien estat afusellats, de vegades diversos anys després de la fi de la contesa, amb pics de diversos centenars d'execucions al dia en alguns períodes de 1939 i 1940.
En qualsevol cas, l'historiador britànic Paul Preston va calcular el nombre de víctimes en 180.000 i el també historiador Santos Juliá aporta una xifra mínima de 90.000 per a les 36 províncies que ha estudiat. Eduardo Guzmán, estudiant especialment la repressió de postguerra, dona la xifra de 200.000 morts.
Segons l'historiador britànic Antony Beevor, el nombre total de víctimes de la repressió franquista podria apropar-se a 200.000, tenint en compte que a diverses províncies el recompte encara no havia estat efectuat el 2005.
Segons l'historiador britànic Hugh Thomas, el balanç de la repressió duta a terme pels franquistes es xifraria en 75.000 morts durant la guerra, dels quals dos terços correspondrien als primers mesos del conflicte (incloent les execucions en els camps de concentració, les ordenades pels tribunals després de 1936 i els morts en el front). Aquestes xifres arribarien a 100.000 morts si s'inclouen els represaliats pels franquistes als territoris conquerits.
Moltes de les víctimes van ser enterrades en fosses comunes repartides per tot Espanya, sovint fora dels cementiris i disseminades pel camp, i sense que la seva mort fos inscrita en els registres civils. Gran part de les execucions i de les nombroses penes de presó foren dutes a terme mitjançant consells de guerra i judicis sumaríssims. La proliferació i massificació dels camps de concentració i de presons convertiren el sistema penitenciari en la pedra angular d'un engranatge repressiu amb batallons de treballadors i un sistema de redempció de penes mitjançant el treball forçat. És per això que la repressió i l'explotació laboral es complementaren.
En resum, hi hagué formes diverses de repressió: política, social, econòmica, laboral, ideològica i, pel que fa als Països Catalans, d'un intent de fer desaparèixer l'ús popular de la llengua. L'èxit de la repressió és indiscutible, ja que li va permetre perpetuar-se en el poder fins a la mort del dictador.
Des de principis dels anys 2000, diverses associacions de víctimes del franquisme com l'Associació per a la Recuperació de la Memòria Històrica s'han encarregat de localitzar aquestes fosses per identificar les restes dels ajusticiats i lliurar-los als seus familiars perquè poguessin donar-los una sepultura digna. La Llei de Memòria Històrica, aprovada al desembre de 2007, pretén fer efectius els nous drets reconeguts a les víctimes del franquisme per equiparar-los a les víctimes de l'altre bàndol, i ha establert un mapa de fosses i víctimes, en constant actualització.
Es pot dibuixar una taula resum per regions, segons les dades de diferents investigadors:
| Regió                                           | Estimació de víctimes mortals de la repressió |
| ----------------------------------------------- | --------------------------------------------- |
| Andalusia                                       | Entre 39,920 i 58,113                         |
| Aragó                                           | Entre 8,523 i 9,405                           |
| Astúries                                        | Entre 5,952 i 7,160                           |
| Canàries                                        | 2,600                                         |
| Cantàbria                                       | Entre 923 i 2,535                             |
| Castella i Lleó                                 | Entre 10,381 i 22,176                         |
| Castella-La Manxa                               | Entre 8,997 i 11,358                          |
| Catalunya                                       | Entre 3,388 i 3,720                           |
| Ceuta, Melilla i protectorat espanyol al Marroc | 768                                           |
| Extremadura                                     | Entre 8,280 i 13,205                          |
| Galícia                                         | Entre 3,504 i 8,000                           |
| La Rioja                                        | Entre 2,000 i 2,241                           |
| Les Illes                                       | Entre 1,300 i 3,000                           |
| Madrid                                          | Entre 2,663 i 2,933                           |
| Múrcia                                          | 1,576                                         |
| Navarra                                         | Entre 2,789 i 3,260                           |
| País Basc                                       | Entre 1,550 i 1,900                           |
| País Valencià                                   | Entre 4,901 i 5,879                           |

## Tipus de repressió
La dictadura franquista va recórrer al llarg de tota la seva existència, fins al 1976, als mètodes repressius propis de tot règim no democràtic. La no observança d'aquestes prohibicions comportava penes de presó, sancions i multes, així com violència física en la primera fase repressiva del Règim. La repressió exercida pel franquisme es va estendre a tota la societat i pot classificar-se de la següent manera:

### La repressió violenta i física
Cal considerar que segons gent com en Vallejo-Nájera i altres persones properes a l'estat major franquista, la guerra era un element de depuració social/racial. El conflicte adquireix un paper afegit en emprar-se com a eina per a eliminar desafectes, i possiblement per això a les regions conquerides fàcilment la repressió immediata és ferotge. A part de la violència durant el conflicte armat, la repressió contra republicans, catalanistes, i desafectes en general segueix dues línies:
- la principal, de tipus personal, mitjançant llistats, delacions, revenjes, o àdhuc interessos econòmics, i cobreix tot el territori espanyol.

| «                                                   | "A partir de la repressió, el franquisme va crear unes xarxes de complicitat en què milers de persones es van veure implicades o en van ser còmplices, de totes les maneres possibles, del vessament de sang infligit, de les persecucions efectuades, de la vida de centenars de milers de persones a les presons, als camps de concentració o als Batallons de Treballadors. En definitiva, de les formes més diverses de repressió: política, social, laboral, ideològica, i, en el cas de Catalunya, d'un intent de genocidi cultural que pretenia fer desaparèixer d'arrel la seva especifica personalitat nacional..." | » |
| — Josep Maria Solé i Sabaté i Joan Vilarroya i Font | |   |

- la segona té un component territorial, atès que hi ha zones on la repressió és molt intensa i sobtada (sud peninsular, Aragó), i altres on és persistent en el temps (Països catalans, País Basc). En aquest sentit es dibuixa una repressió diferencial de la perifèria espanyola.[2] Per exemple, l'Arxiu de Salamanca, que aplegà documents de diferents territoris, però de forma especialment intensa de Catalunya, el País Valencià, Les Illes, i el País Basc, i bastit amb l'ajud dels nazis, és un exemple de recerca sistemàtica de desafectes als territoris culturalment diferenciats, en el que seria un altre gran atac del nacionalisme espanyol a les minories nacionals.

#### Ajusticiaments, assassinats i desaparicions forçoses
Inclou els ajusticiaments "legals", en compliment de sentències dictades per tribunals militars durant el període de la guerra civil, els assassinats il·legals, les anomenades saques, practicades al marge de les autoritats militars, però amb el ple coneixement que s'estaven duent a terme. Les "saques" van ser especialment intenses durant els mesos de juliol i agost de 1936. Dins de l'àmbit de la repressió física també s'inclou l'empresonament i qualsevol pena de privació de llibertat. La repressió violenta i física exercida pel règim va continuar després de la fi de la contesa, en període de pau, i es va perllongar fins als anys 1970, adoptant mètodes no tan massius i més ajustats a la legalitat establerta pel sistema judicial vigent en aquell període. Les desaparicions forçoses van seguir produint-se fins al final de la Segona Guerra Mundial. Molts dels encarregats de la repressió o l'administració en els camps havien estat víctimes en la zona republicana, i per aquest motiu van mantenir una voluntat de fúria i venjança cap als vençuts. Tampoc els funcionaris d'alta instància de la postguerra es van mostrar molt contraris a aquest clima de repressió i venjança: El Director General de Presons, Máximo Cuervo Radigales, i el cap del Cos Jurídic Militar, Lorenzo Martínez Fuset, van contribuir en no poca mesura a crear aquest clima repressiu.
Com a mètodes per aconseguir informació no es pot deixar d'esmentar la tortura com a element repressiu. Segons explica en Lucas Marco a "Simplemente es profesionalidad. Historias de la Brigada Político Social de València", era habitual els ofegaments simulats, puntades de peu als testicles, cops al ventre i a la cara i violència fins deixar inconscient als detinguts, en uns mètòdes que duraren tant com la mateixa dictadura. Els mètodes no només eren de collita pròpia, sinó que segons en Marco, també provenien del programa d'instrucció de la Gestapo durant el govern de la Confederació Espanyola de Dretes Autònomes (CEDA) de 1934.

#### Component perifèric de la repressió
A diferència de la repressió republicana, en el cas de la repressió franquista, a més de ser de tipus individual, sembla dibuixar-se un component territorial en la repressió ferotge, com ara el Terror de don Bruno, a Andalusia, i la repressió menys brutal però persistent, contra les minories nacionals, i entre elles el conjunt de territoris de parla catalana en general i Catalunya en particular. En aquest cas una derivada de la repressió, l'atac a la cultura catalana, és un intent de genocidi cultural, i és tan persistent que l'anticatalanisme esdevé un element estructural de l'Estat.

##### La repressió al Sud espanyol (antic Al-Andalus)

###### Repressió a Andalusia
La repressió franquista va ser especialment dur al sud d'Espanya (Andalusia i Extremadura). En una ofensiva llampec, els primers dies de la guerra els rebels van bombardejar i apoderar-se dels barris obrers de les principals ciutats andaluses,  i després executaren milers d'obrers i militants dels partits d'esquerres: a la ciutat de Còrdova 4.000,  a la ciutat de Granada 5.000;  a la ciutat de Sevilla 3.028;, i a la ciutat de Huelva 2.000 morts i 2500 desapareguts . La ciutat de Màlaga, ocupada el febrer de 1937 després de la batalla de Màlaga, va viure una de les repressions més dures després de la victòria franquista amb un total estimat de 17.000 persones executades sumàriament. Carlos Arias Navarro, aleshores un jove advocat que com a fiscal va signar milers d'ordres d'execució en els judicis iniciats pels triomfadors de dretes, va passar a ser conegut com "El Carnisser de Màlaga".
Les zones rurals tampoc es van estalviar del terror, com Lora del Rio a la província de Sevilla, on els rebels mataren 300 camperols com a represàlia per l'assassinat d'un terratinent local.  A la província de Còrdova el rebels assassinaren 995 republicans a Puente Genil, i uns 700 van ser assassinats per ordre del coronel Sáenz de Buruaga a Baena, encara que altres estimacions estimen fins a 2.000 víctimes d'aquesta massacre.
En Paul Preston estima en 55.000 el nombre total de víctimes dels rebels a Andalusia

###### Repressió a Extremadura
A Extremadura, a més d'altres accions repressives, es calcula que s'executaren unes quinze mil persones. Entre les accions destaca l'anomenada Massacre de Badajoz, on d'una tongada s'assassinaren entre 1800 i 4000 persones, segons la font. Testimoni directe, el periodista portuguès Mário Neves (1912-1993) escrivia el 16 d'agost de 1936, al Diari de Lisboa, l'article “Després de la caiguda de Badajoz”:
La justícia militar prossegueix amb rigor inflexible.....passem després pel fossat de la ciutat, que segueix ple de cadàvers. Són els afusellats d'aquest matí, la majoria oficials que s'han mantingut fidels al govern de Madrid i que han estat lluitant fins al darrer moment. Un és el tinent coronel Juan Cantero, amb els seus cabells grisos, a qui la mort sorprengué en mànigues de camisa i que reposa entre altres d'aparença humil. A prop, al costat de les destrosses causades pel bombardeig i la metralla que ha cessat, encara es veu una bomba aèria que no ha arribat a esclatar... Als carrers principals avui ja no es veuen, com ahir a primera hora del matí, cadàvers insepults. Algunes persones que ens acompanyen ens asseguren que els legionaris del Terç i els “regulars” marroquins encarregats d'executar les decisions militars, pretenen conservar els cadàvers en exposició algunes hores, en algun punt, per que l'exemple faci efecte.

##### Repressió a Galícia i Astúries
Galícia va caure en dos dies, atès que l'exèrcit rebel s'hi aplicà amb contundència, i la repressió posterior no mirà prim. Indica en Julio Prada Rodríguez a "Rebelión militar y represión franquista en Galicia":
otro tanto les ocurriría a los que, en fechas posteriores al 20 de julio, intentaron mantener una resistencia, tan heroica como suicida, en diferentes puntos de su geografía y a los propios compañeros de armas de los sublevados que se había nnegado a secundarlos: nada menos que dos generales y un contralmirante no tardaron en rendir su vida ante un pelotón de fusilamiento demostrando lo poco que aquéllos se detenían ante rangos y jerarquías. Nada nuevo descubrimos si afirmamos que, también en Galicia, el uso de la violencia y el terror formaba parte de su estrategia de dominación desde la fase de la conspiración...
La brutalitat que tingué lloc a Galícia per part de militars, falangistes, pinxos, i àdhuc religiosos, arribà al seu punt culminant al poble d'Ordes, a La Corunya, on la depravació arribà a cotes inhumanes.
Altrament és indicatiu que una part rellevant dels repressalitats o les seves famílies ja havien sigut represaliats després de la revolta del 1934, per exemple més d'una tercera part dels represaliats d'Ourense. També cal indicar un biaix de gènere atès que moltes dones foren represaliades no per pertànyer a organitzacions polítiques o sindicals, sinó senzillament per ser mares, germanes, o esposes d'homes considerats enemics.

##### La repressió als Països Catalans i l'Aragó (antiga Corona d'Aragó)
Cal considerar que la repressió franquista als territoris de l'antiga Corona d'Aragó vingué precedida d'una repressió republicana.

###### L'odi envers Catalunya

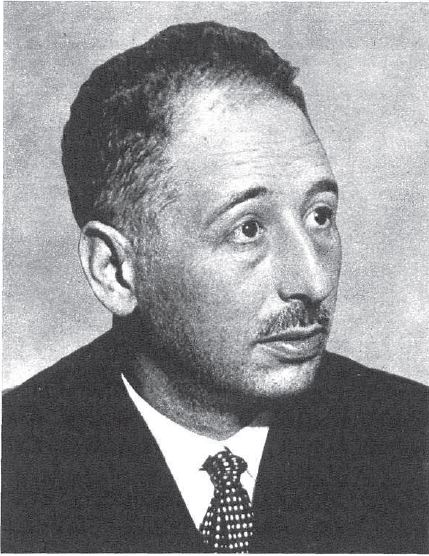
Lluís Companys, segon president de la Generalitat republicana, va ser lliurat per la Gestapo i afusellat per les autoritats franquistes.

Catalunya va ser la comunitat (región pels franquistes) que més va patir l'odi engendrat durant la Guerra Civil. La mostra la tenim en diversos exemples.
A Tarragona, el gener de 1939, es va celebrar una missa oficiada per un canonge de la catedral de Salamanca, José Artero. Durant el sermó va cridar: "Gossos catalans! No sou dignes del sol que us enllumena." Pel que fa als homes que van entrar i desfilar per Barcelona, Franco va dir que aquest honor no era "perquè haguessin lluitat millor, sinó perquè eren els que sentien més odi. És a dir, més odi cap a Catalunya i els catalans." 
Un amic íntim de Franco, Victor Ruiz Albéniz, "El Tebib Arrumi" va publicar un article on demanava que Catalunya rebés "un càstig bíblic (Sodoma i Gomorra) per purificar la ciutat roja, la seu de l'anarquisme i separatisme com a únic remei per extirpar aquests dos càncers pel termocauteri implacable", mentre que per Serrano Suñer, cunyat de Franco i Ministre de l'Interior, el nacionalisme català era "una malaltia."
L'home designat com a governador civil de Barcelona, Wenceslao González Oliveros, va afirmar que "Espanya es va alçar, amb tanta o més força contra els Estatuts desmembrats que contra el comunisme i que qualsevol tolerància del regionalisme portaria altra vegada als mateixos processos de putrefacció que acabem d'extirpar quirúrgicament."
Fins i tot conservadors catalans, com Francesc Cambó, es van esgarrifar de l'odi i l'esperit de revenja mostrat per Franco. Cambó va escriure en el seu dietari en referència a Franco: "Com si no sentís ni comprengués la situació miserable, desesperada, en què es troba Espanya i no pensés més que en la seva victòria, sent la necessitat de recórrer tot el país (...) com un torero per recollir aplaudiments, cigars, barrets i alguna americana escadussera."

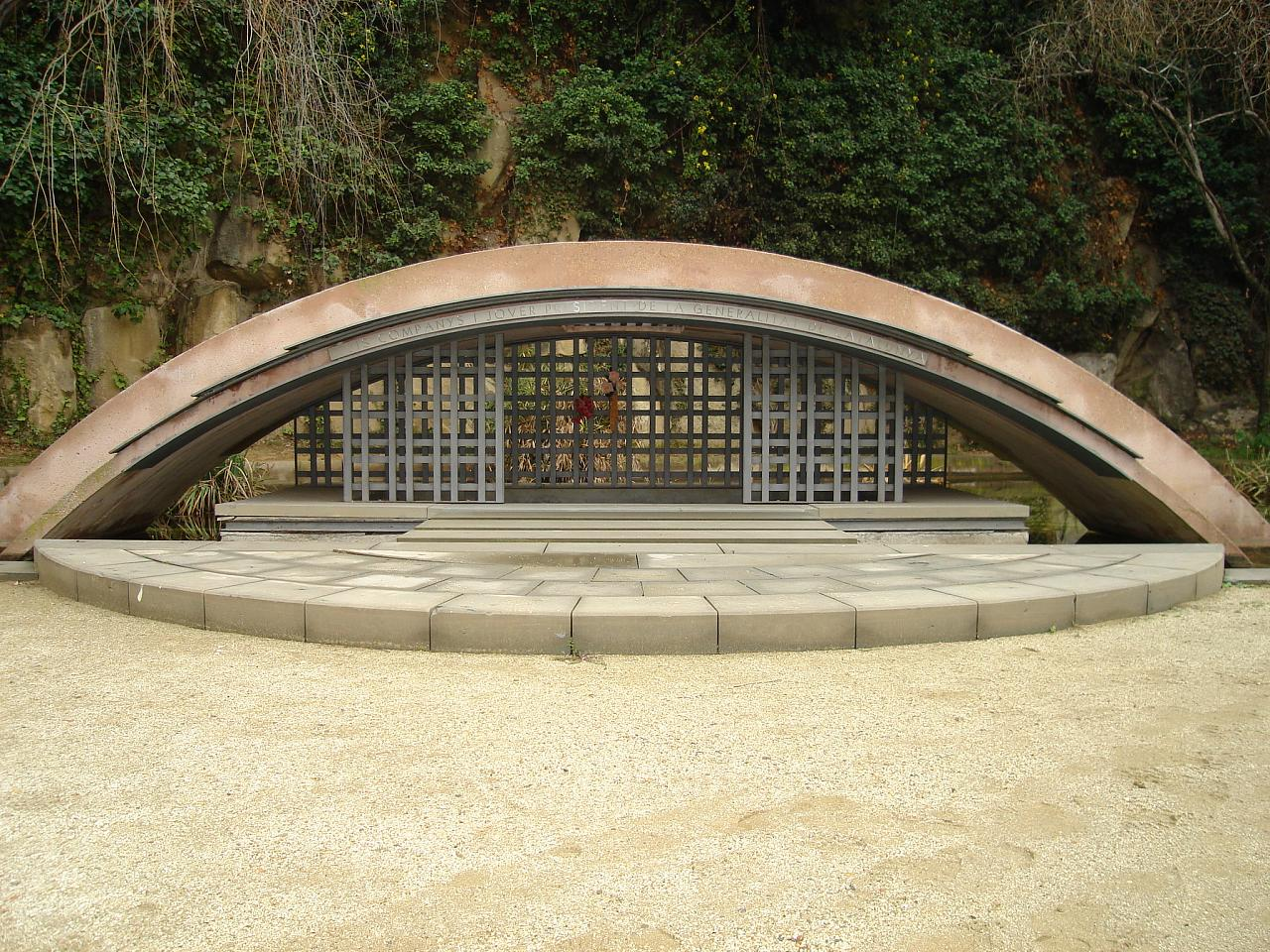
Tomba de Lluís Companys al Fossar de la Pedrera

El que havia estat el 123è president de la Generalitat de Catalunya, Lluís Companys, s'exilià a França, com molts altres, el gener de 1939. Les autoritats espanyoles en demanaren l'extradició als alemanys. Queda el dubte històric de si fou detingut per la Gestapo o per la policia militar alemanya, també coneguda com la Wehrmacht En tot cas la detenció es produí el 13 d'agost de 1940 amb la imediata deportació de Lluís Companys a l'Espanya franquista.
Després d'un consell de guerra sumaríssim sense garanties processals, fou afusellat el 15 d'octubre de 1940, al pat del Castell de Montjuïc.
D'aleshores ençà han estat moltes les reivindicacions a fi que s'anul·li aquell judici, sense cap garantia. De moment, cap d'elles ha reeixit.

###### La repressió a Catalunya
No es pot menystenir la influència dels corrents intelectuals occidentals vers els individus integrants d'una societat, que es considera alhora la base de l'estat-nació: si els individus són sans i patriotes, la societat també, i la nació assoleix un lideratge. Des del s. XIX es teoritza amb la degeneració racial, causant dels conflictes contra l'statu quo social, i es propugna l'eugenèsia per a netejar la propia raça, i el racisme per a evitar-ne la barreja amb "races inferiors". I durant el primer terç del s. XX aquesta teorització vers "l'home nou" agafa força, i és el seu zenit la política racial nazi. Però a Espanya, en barrejar-se amb el regeneracionisme, també tingué repercussió, atès que les elits polítiques i socials que patrimonialitzen Espanya, i que no digerien la pèrdua colonial, veuen en la República i la minsa autonomia catalana una amenaça al seu poder, riquesa i privilegis. Tampoc es pot pair la riquesa industrial catalana, i s'acusa Catalunya de tindre tracte de favor, empobrint a la resta d'espanyols, en un comportament que es qualifica de semític (segons la ideologia nacionalsocialista emprar el treball com a mitjà per explotar i sotmetre les nacions).
Segons en Paul Preston al llibre "Arquitectes del terror. Franco i els artifex de l'odi", una sèrie de personatges teoritzaren sobre "l'antiespanya", assenyalant als enemics, i en aquest sentit s'acusà als polítics i intelectuals republicans de ser de raça jueva o servidors de la mateixa en tant que masons. Aquesta acusació es generalitza pel que fa a Catalunya a la majoria de politics i intelectuals, començant per Macià, Companys i Cambó, assenyalats com a jueus. A "Racisme i supremacisme polítics a l'Espanya contemporània", es documenta aquest pensament de la part social que es sollevaria contra la República. En una barreja de degeneracionisme, regeneracionisme, i neocolonialime, es postula que la raça espanyola -sempre entesa com a castellana- ha degenerat, i els individus degenerats són proclius a "contraure" el comunisme i el separatisme. A més, algunes zones, com el sud peninsular i els Països catalans són considerades degenerades a l'engrós, els primers a causa de restes àrabs que els du a un comportament "rifeny", i els segons a causa de restes semítiques que els du vers el comunisme i separatisme (s'anomena separatisme al catanalisme de tot pel).
La degeneració dels individus crida a fer-ne una neteja si es vol una nació prospera i líder, capaç de bastir un imperi, una de les obsessions del franquisme (com també dels altres règims totalitaris del moment). En aquest sentit es pot esmentar que Franco va afirmar que Catalunya havia sigut una de les causes principals de la guerra civil,«En cuanto a la suerte futura de Cataluña, hemos de decir que ésta es precisamente una de las causas fundamentales de nuestro levantamiento», i que en una entrevista en un diari italià descriu que la guerra tenia com a objectiu «salvar a la Patria que se hundía en el mar de la disociación y de la degeneración racial». També cal recordar que el portaveu rebel Gonzalo de Aguilera, el 1937 afirmà a un periodista: “Ahora espero que usted comprenda qué es lo que entendemos por la regeneración de España… Nuestro programa consiste en exterminar un tercio de la población masculina española…”

La repressió anticatalana tingué un factor ètnic, i entre altres exemples es pot referir allò que indica en Paul Preston a "L'Holocaust espanyol":
“Els dies posteriors a l’ocupació de Lleida (…) els presoners republicans identificats com a catalans eren executats sense judici. Qui fos que sentissin parlar en català era molt possible que acabés arrestat. La brutalitat arbitrària de la repressió anticatalana va arribar a tal punt que Franco mateix va haver d’emetre una ordre disposant que s’havien d’evitar els errors que més tard es poguessin lamentar” (pàg. 459)

"Hi ha exemples de l’assassinat de pagesos no per cap més raó aparent que la de parlar català" (pàg. 463)

###### Recompte de morts, desapareguts i exiliats a Catalunya
A l'hora de fer recompte general de morts a la Guerra Civil a Catalunya, cal comptar un mínim de 38.500 soldats republicans i 2.900 franquistes. Al costat d'aquest hi ha les víctimes de la repressió del 1936 a 1939 que serien unes 8.500, mentre que la repressió franquista va causar entre 1938 i 1953 unes 4.000 víctimes. Finalment, les dels bombardejos serien unes 5.500. Aquestes dades s'han de completar amb el creixent nombre de defuncions degudes a insuficiències mèdiques i alimentàries com a resultat de les contingències bèl·liques i els que s'exiliaren entre el final de gener i febrer del 1939.
El conjunt de pèrdues, entre morts i exiliats, donarien una xifra que oscil·la entre 130.000 i 150.000 persones que desaparegueren de Catalunya —sobre un total de gairebé tres milions d'habitants segons el cens de 1936— la qual cosa va determinar unes profundes conseqüències negatives des del punt de vista demogràfic, social i econòmic.

###### Repressió a Les Illes
A Mallorca, just després del sollevament s'empresonaren unes mil cinc-centes persones, una part de les quals foren executades. Després, amb l'arribada del "comte Rossi" es perd el compte de les víctimes. En Georges Bernanos, testimoni de primera mà, parlava a Les grands cimetières sous la lune (París, 1938), d'uns tres mil morts. Actualment s'ha documentat un mínim de mil executats, que poden arribar a ser dos mil. De tots plegats només uns centenars passaren primer per un consell de guerra.

###### Repressió al País Valencià
Segons l'investigador Vicent Gabarda, des de l'inici de la guerra civil hi hagué més de 10.800 víctimes de la repressió franquista al País Valencià., la majoria d'elles en fosses comunes cobertes de cal viva. D'aquesta quantitat, aproximadament la meitat es correspon a la repressió franquista. En Vicent Gavarda documenta a Els afusellaments al País Valencià (1938-1956) fins a 2.238 executats només al camp de tir militar de Paterna, als que s'ha d'afegir els de Borriana i a Monòver, o als camps de presoners de Moncòfa, Portaceli o Albatera, a més de pobles i ciutats en general.
Com a altres territoris, al marge de les excecucions extrajudicials, després de la Guerra Civil passaren per la justícia militar tant militars com civils, que patiren judicis sumaríssims.

###### Repressió a l'Aragó
Tot i que la repressió tingué lloc arreu de l'Aragó, es pot esmentar els anomenats Afusellaments de Saragossa, en els que des de l'inici de la guerra civil van ser afusellades unes 3543 persones al cementiri de Saragossa,. Unes 3096 ho van ser durant la contesa i 447 durant la postguerra. Els afusellaments es van desenvolupar des de la matinada del 19 de juliol de 1936 fins al 20 d'agost de 1946. Els afusellats eren la majoria saragossans, encara que van ser enterrats aragonesos de 327 municipis diferents. Entre els afusellats, segons consta al llibre de registre del cementiri, es trobaven menors, dones i ancians, famílies senceres represaliades, entre els 13 i els 78 anys.
Les bales van acabar per traspassar la paret del cementiri afectant els nínxols que es trobaven a l'altra banda, i es va haver de reforçar la tàpia amb sacs terrers i taules de fusta. Els cadàvers van ser enterrats al peu de les tàpies en dues grans rases sense caixes i amb els seus objectes personals escampats. Cal destacar que, segons el testimoni de fra Gumersindo, els confrares de la Germandat de la Sang de Crist (encarregats de recollir els cossos) es dedicaven a saquejar els pocs objectes de valor que els difunts portaven, fins i tot robes i sabates.
En acabar la guerra, a la presó provincial de Saragossa, amb una capacitat per a dues-centes persones, s'hi ficaren fins a 4.740 individus, a part de 1.500 persones més als camps de concentració habilitats a Casablanca, a Sant Gregori ia Sant Joan de Mozarrifar. La pressió als centres només es mitigà en commutar-se penes per feines de reconstrucció de carreteres o empreses públiques, en un règim proper al de l'esclavitud.

#### Biopolítica
Entre les accions biopolítiques del règim, hi ha quatre destacables: els desapareguts, el robatori de nens, l'internament permanent en centres psiquiàtrics, i la repressió laboral

##### Desapareguts del franquisme
Més enllà de les morts en combat i revenges ideològiques, durant la guerra civil i la posterior dictadura instaurada pels vencedors, Franco i els seus generals durien a terme una persecució sistemàtica dels defensors de la República espanyola que inclouria, entre altres formes de repressió susceptibles de ser qualificades com a crims contra la humanitat, diferents formes de desaparició de persones.

##### Nens robats
Episodi menys conegut de la repressió franquista, el règim va encoratjar separar a nens de les seves mares quan aquestes estaven empresonades. Quan els nens nascuts a la presó tenien tres anys, i quan no existien familiars que poguessin fer-se càrrec d'ells, passaven a ser "tutelats" per la Secció Femenina de la Falange, i en particular pels Patronats de Redempció de Penes que s'encarregaven d'educar als fills dels detinguts. Segons un estudi publicat per Ricard Vinyes, entre 1944 i 1945 el Patronat de San Pablo va comptabilitzar 30.000 menors fills d'empresonats i exiliats, als quals caldria afegir 12.000 tutelats pel Patronat de la Mercè.
El novembre de 1940, el Ministeri de Governació va publicar un decret sobre els orfes de guerra, fills de pares afusellats o desapareguts (exiliats, oblidats a les presons, fugitius i clandestins), segons el qual només «persones irreprotxables des del punt de vista religiós, ètic i nacional» podien obtenir la tutela d'aquests nens. Al desembre de 1941, una llei va permetre que els nens que no recordessin el seu nom, haguessin estat repatriats o els pares dels quals no poguessin ser localitzats fossin inscrits en el Registre Civil sota un nou nom, la qual cosa va facilitar que poguessin ser adoptats de forma irregular. Aquesta pràctica es va estendre a tot el període de la dictadura franquista.
Tot i que amb els anys acabaria derivant en un negoci de tracta de nens, aquest robatori i altres accions poden considerarse part de la biopolítica franquista", en aquest cas vist des d'una perspectiva biopolitica àmplia, que inclogui la dinàmica artificial de poblacions. Seria un exemple de selecció poblacional, de manera que els nens donats en adopció a famílies afectes creixerien com a fidels seguidors de les consignes franquistes, i com a tals serien individus fàcilment controlables.
A la seva Declaració de condemna de la Dictadura Franquista del 17 de març de 2006 (Recomanació 1736, punt 72, 73, 74 i 75), el Consell d'Europa va afirmar que els «nens perduts» són víctimes del Franquisme, atès que els seus «cognoms van ser modificats per permetre la seva adopció per famílies addictes al règim». També va afirmar que «el règim franquista invocava la 'protecció de menors' però la idea que aplicava d'aquesta protecció no es distingia d'un règim punitiu», i que «freqüentment eren separats de les altres categories de nens internats en les Institucions de l'Estat i sotmesos a maltractaments físics i psicològics».

##### Internament eugenèsic
Hi ha algunes proves que indiquen l'internament a centres psiquiàtrics, sovint de per vida, d'individus republicans que no haurien estat afusellats a la fi del conflicte armat de la Guerra Civil espanyola. També hi ha constància de la pressió social sobre les mares solteres que podia arribar a l'internament en centres psiquiàtrics.

##### Camps de concentració

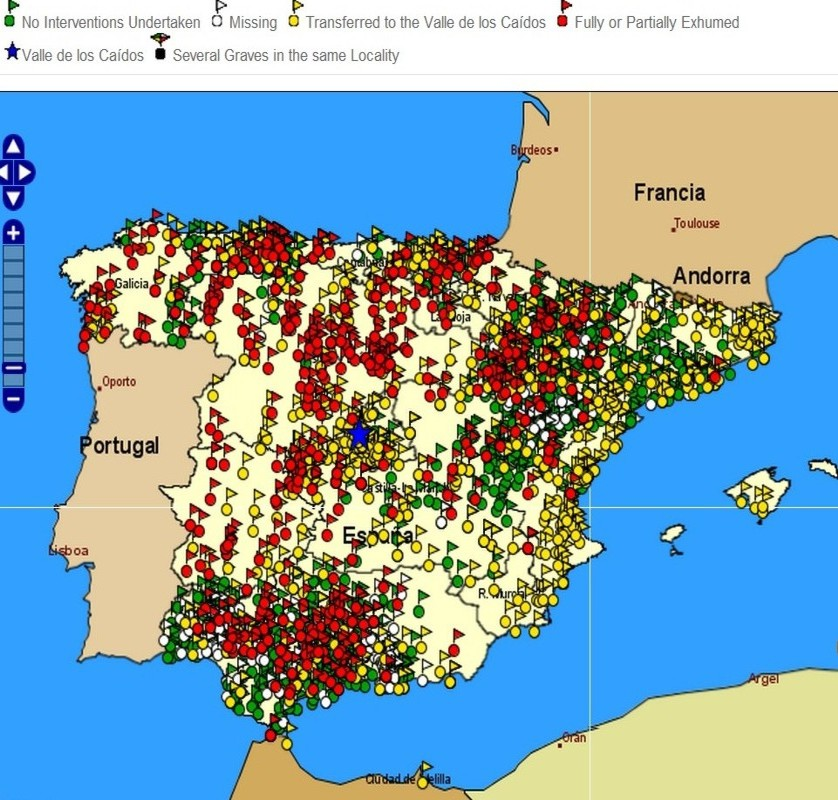
Localització geogràfica de les fosses o llocs d'enterrament de la Guerra Civil espanyola de les quals es disposa informació. Símbols segons l'actuació realitzada sobre cadascuna d'elles. Verd: Fossa encara no intervinguda. Blanc: Fossa encara no oposada. Groc: Transferida a la vall dels caiguts. Vermell: parcialment o totalment exhumada. D'acord amb les circumstàncies de l'homicidi.

Des de l'inici de la Guerra Civil el bàndol rebel emprà camps de concentració per encabir soldats però també civils desafectes. Els presoners es van aprofitar com a mà d'obra esclava que, a més, va beneficiar empreses i jerarques propers a Franco. A més, l'Església catòlica es va encarregar de fer una tasca de recatolització forçosa. Les agressions, l'obligatorietat dels actes religiosos i la repetició contínua d'himnes i consignes patriòtiques (inclosa la salutació feixista) completaven el procés de deshumanització dels interns.
Molts d'aquests camps derivaren en batallons de treball per a l'explotació laboral dels presoners. Sovient la entre camps i batallons era arbitrària, a criteri del militar al comandament, sent similars l'amuntegament i la duresa regimental. En ambdós casos depenien de la Inspecció General dels Camps de Concentració de Presoners (ICCP), substituïda el 1940 per la Prefectura de Camps de Concentració i Batallons Disciplinaris (JCCBD). Els darrers batallons de penats van estar operatius fins al 1948, però el treball esclau durant la dictadura franquista no va desaparèixer, gràcies a la figura de la redempció de penes pel treball; l'últim destacament penal, amb 140 presos polítics, va ser dissolt el 1970 després de treballar per a la constructora Banús a l'edificació de la Colònia Mirasierra a Madrid, però el sistema de redempció de penes es va mantenir encara per als condemnats per delictes comuns, a través dels Tallers Penitenciaris, fins ben entrada la democràcia. Només en el període 1939-1943, s'ha estimat que aquesta subcontractació de presos esclaus a empreses privades va suposar per a aquestes uns beneficis de més de cent milions de pessetes.
S'ha estimat vora d'un miler de recintes d'aquest tipus al llarg de tota la geografia espanyola, al marge de les innombrables presons (provisionals, habilitades, locals, de partit, provincials, centrals), dipòsits de presoners, destacaments penals i colònies penitenciàries militaritzades emprades durant la contesa i, posteriorment, a la dictadura per recloure presoners i dissidents.

##### Repressió laboral

###### Administrativa sobre funcionaris
Practicada amb tots els funcionaris de l'Estat Republicà, tant en les institucions Centrals, com en diputacions i municipis, duta a terme mitjançant un procés de purga conegut amb el nom de depuració. Els funcionaris eren castigats amb sancions que anaven des de l'empresonament, el trasllat forçós, la suspensió d'ocupació i sou, la inhabilitació i la separació. Per a l'obtenció d'una plaça, es donava prioritat als lleials al Moviment Nacional, i s'exigia la presentació de "certificats de bona conducta" expedits pel cap local de FET i de les JONS i el capellà de la parròquia.
Milers d'oficials que havien servit la República van ser expulsats de l'exèrcit.

###### Sobre treballadors i professions liberals
Fou duta a terme en tots els àmbits productius, amb acomiadaments de lloc de treball, inhabilitacions laborals i professionals. Les organitzacions patronals realitzaven llistes de republicans o de sindicalistes per evitar que entressin a les empreses. En el cas de membres de professions liberals, va ser duta a terme pels mateixos col·legis professionals, després de la seva corresponent depuració. Els funcionaris públics que havien servit durant la República van ser acomiadats d'acord amb la Llei de Depuració.

#### La repressió educativa
La repressió administrativa practicada sobre el sistema educatiu va ser especialment intensa, tant en l'ensenyament primari i secundària com a les universitats. Institucions pioneres d'educació superior i de recerca com la Residència d'Estudiants de Madrid van ser desmantellades per ser considerades subversives, i els continguts educatius van ser revisats per ajustar-se als estrictes criteris polítics, religiosos i culturals del Règim, en tots els nivells de l'ensenyament. La quarta part dels mestres i professors d'Espanya van ser expulsats de l'ensenyament. Ja ha estat estudiada en el cas del Magisteri Nacional, amb diverses recerques d'àmbit nacional i local. El Cos de Funcionaris i Telègrafs també ha estat objecte d'estudi i recerca, així com diversos ajuntaments.
En els casos de persones afectades per les depuracions polítiques tant en l'àmbit laboral com en les administracions públiques, aquestes es van veure privades del seu dret a percebre una jubilació.

#### La repressió religiosa
La religió catòlica va ser instaurada religió oficial de l'Estat, i la seva doctrina declarada font d'inspiració de la legislació.
Les altres religions van quedar limitades a l'àmbit privat i es van prohibir les seves manifestacions públiques. No obstant això, el 1967 va ser reformada la llei per incloure en el seu articulat la llibertat religiosa, prohibint les manifestacions externes de tota religió que no fos catòlica, i reafirmant la protecció oficial que l'Estat brindava a aquesta última. Els llaços privilegiats entre l'Estat i l'Església catòlica van portar al fet que es parlés de nacionalcatolicisme.

### La repressió lingüística i la persecució del català
Franco va declarar l'any 1939: «La unitat nacional la volem absoluta, amb una sola llengua, el castellà i una sola personalitat, l'espanyola.»
Ja en els territoris ocupats per les forces franquistes abans del final de la guerra les autoritats militars emprengueren la persecució de la llengua Catalana. Com a exemples, al cementiri de Lleida arribaren a disparar contra les làpides escrites en català. L'odi i violència dels vencedors es dirigí, a més de contra personalitats de l'esquerra i organitzacions els treballadors, també contra qualsevol símbol de catalanitat, la biblioteca de Pompeu Fabra va ser tirada i cremada al mig del carrer a Badalona. A Mallorca i Eivissa, ocupades ja pels rebels des de 1936, fou prohibit el català des del primer moment.
El govern dels sublevats aprovà a Burgos l'abril de 1938 el decret que deixava sense efecte l'Estatut d'Autonomia de Catalunya i, en conseqüència, el nou règim polític deixava de considerar l'idioma català com a llengua oficial.
Des de l'inici del règim s'aprovaren lleis, decrets i ordres des de tots els estaments administratius per a la supressió i eliminació de la llengua catalana de la vida pública.
El 28 de gener de 1939 una ordre del Ministerio de Educación Nacional suprimeix qualsevol ensenyament relacionat amb la cultura catalana. Així, és abolit l'ensenyament de la filologia catalana, la història medieval i moderna de Catalunya, la geografia de Catalunya, el dret civil català, la història de les idees religioses a Catalunya, la història de l'art medieval català, l'escultura gòtica a Catalunya
- El català és prohibit a tot l'ensenyament, no només com a llengua d'educació sinó també com matèria d'estudi.
- El català va ser prohibit de l'ús públic, de la retolació, de la relació entre funcionaris, de la universitat, dels mitjans de comunicació.
- S'instal·len nombrosos cartells amb frases com "Si ets patriota parla en espanyol" en carrers i places de la majoria de localitats.
- A les fàbriques i llocs de treball s'instal·len rètols on es prohibeix explícitament als obrers parlar en català.
- Els alcaldes i governadors franquistes de la gran majoria de localitats prohibeixen tot ús del català a les institucions, en qualsevol paper oficial, en la retolació i els carrers.

El 1940 s'aprova la circular del "Uso del Idioma Nacional en todos los servicios públicos" per la qual es prohibeix el català en tot aquest àmbit. S'aprova l'Ordre ministerial que prohibeix el català a les marques comercials. Es prohibeix el català al cinema.
El 1941 s'emet un Decret del "Consejo Nacional de Deportes" que obligava a modificar la denominació de clubs per castellanitzar-la.

Els docents foren sotmesos a una purga generalitzada, suspenent milers de mestres de sous i feina, s'intentà introduir elements addictes al règim, o bé vinguts d'altres territoris de l'Estat, els quals havien d'ensenyar els nous continguts assenyalats per les autoritats. Els llibres utilitzats per a l'ensenyament pretenien inculcar les idees del règim i el patriotisme espanyol. Ja el 1939 el cap del "Servicio Nacional de Primera Enseñanza", Romualdo de Toledo manifestava: “ que la enseñanza primaria en Cataluña lleva un ritmo acelerado con la directa actuación de 700 maestros castellanos, que actúan en toda la región con éxito inmejorable.” La pedagoga catalana Marta Mata i Garriga descrigué l'actuació de les autoritats amb les següents paraules:
Jo he vist matar l'escola. He vist dispersar els mestres. He vist guillotinar materialment els llibres de text pel fet de ser escrits en català
Les institucions culturals i acadèmiques catalanes foren objecte també de persecució i prohibicions, L'Institut d'Estudis Catalans, ens normativitzador del català, fou donat per extingit, se li confiscaren els locals i la biblioteca, no reapareixeria de forma no oficial fins anys després. El 1944 Decret aprovà el nou Reglament notarial segons el qual necessàriament cal fer les escriptures en castellà.
El 1945 una ordre ministerial oblig+a a batejar els vaixells en castellà. El mateix any la "Nueva ley de educación primaria" insistí en ensenyar únicament en castellà a l'educació primària. “La lengua española, vínculo fundamental de la comunidad hispánica, será obligatoria y objeto de cultivo especial, como imprescindible instrumento de expresión y de formación humana, en toda la educación primaria nacional.”
La restricció i la censura van implicar una desaparició gairebé total dels llibres impresos en català fins a l'any 1946 aparegueren algunes edicions. Durant tots els anys 1940 i 1950 continuaran les ordres i sancions contra el català, es tancaran revistes, com Aplec, a Barcelona, Esclat, a València, i editorials, pel fet de publicar en català, a tots els territoris de parla catalana. Entitats socials i culturals rebran sancions pel fet d'utilitzar la llengua catalana en actes o reunions. Fins i tot capellans seran advertits i sancionats per les seves autoritats per utilitzar el català. Això feu que en la mort de Pompeu Fabra com a símbol de al llengua catalana arriba al punt que a la seva mort, el nadal de 1948, es prohibeix citar el seu nom a la premsa fins i tot a les esqueles.
El 1956 el reglament de presons obligà als reclusos a parlar en castellà.
El 1957 al Registre Civil s'estableix oficialment que els noms només seran en castellà (pràctica que ja seguien els funcionaris).
el 1961 la llei de telègrafs prohibeix els telegrames en català.
El 1966 l'editor de la revista popular TBO demana permís per publicar contes infantils en català a la Junta Asesora de Prensa Infantil, que li ho denega "Para nosotros el catalán es una lengua que tiene que ir desapareciendo."
El 1968 es prohibeix al cantant Joan Manuel Serrat cantar en català al festival d'Eurovisió.
Hi hagué tanmateix un constant intent de resistència cultural, s'organitzaren nombrosos cursets de català en moltes localitats, de forma clandestina. Molts ciutadans continuen fent ús de la llengua pròpia als seus llocs de treball, al carrer i espais públics, la repressió no fa desaparèixer la llengua.
L'any 1941, malgrat la prohibició del català, es va reeditar il·legalment Poesies, de "Lo Gayter del Llobregat" per commemorar el centenari de la seva publicació original, origen del moviment de la Renaixença. La seva presentació, un dels primers actes de la clandestinitat, fou feta en un homenatge al seu autor, Joaquim Rubió i Ors. La majoria d'obres s'hagueren de publicar en edicions molt petites, sota el paraigua d'institucions religioses i sotmeses a censura. Cal destacar durant els anys següents la publicació d'una sèrie d'obres per part de tres joves escriptors: Les elegies de Bierville de Carles Riba (1943), L'aprenent de poeta (1943), de Josep Palau i Fabre, i Cementiri de Sinera, de Salvador Espriu (1946) tots ells amb edicions d'uns cent exemplars. A partir de 1946, amb la derrota de l'Alemanya Nazi, el règim va portar a terme un rentat d'imatge, anomenada l'escletxa, que va permetre que es tornés a autoritzar l'Orfeó Català a fer teatre en català, i també la publicació de llibres en català, però només d'obres clàssiques, i prohibint les obres destinades al públic més jove per tal de restringir l'aprenentatge de la llengua escrita. Entre elles tenim les part d'escriptors que havien tornat de l'exili durant els anys 1942-1943. Entre aquestes obres cal destacar la traducció al català de l'Odissea (1948) per Carles Riba, i la investigació dutes a terme pel pedagog Alexandre Galí amb Història de les Institucions 1900-1936, que fins i tot avui en dia són obres de referència. El 1947 l'Institut d'Estudis Catalans va superar la censura en editar un llibre científic. Cal destacar el començament de la publicació el 1949 del Diccionari català-valencià-balear, fins a la seva finalització el 1962, per part del filòleg Francesc de Borja Moll, el qual va esdevenir en una campanya en els territoris de parla catalana, per defensar la unitat de la llengua i alhora que donava un missatge d'afirmació de la identitat catalana.
La repressió del règim Implicava la prohibició o ridiculització de les llengües d'Espanya diferents del castellà, única llengua reconeguda políticament. La postguerra va generar una nova brutalitat després de l'ocupació de Catalunya: odi a l'autonomia catalana, la repressió contra la llengua i la cultura pròpies. A Espanya va ser derrotada l'esquerra, a Catalunya, a més, el catalanisme. Es va perseguir amb sistematicitat la llengua i la cultura catalanes, basques i gallegues, sobretot en l'administració, en els mitjans de comunicació, a l'escola, a la universitat, en la senyalització pública i en general en tota manifestació pública.
Durant el període franquista (1939-1975), el català va ser objecte d'una agressió brutal i va quedar reduït a l'ús familiar. El castellà va passar a ser l'única llengua de l'ensenyament, de l'administració i dels mitjans de comunicació. Tant a l'interior de Catalunya com a l'exili, va haver-hi diverses iniciatives com llibres (“Rosa mística” de Mossèn Geis, revistes (com "Dau al set", dirigida per Brossa) i campanyes per suplir el silenci imposat pel règim, per exemple, Pío Daví i Maria Vila realitzen campanyes de teatre vernacle, estrenant "L'hostal de la glòria", de Josep Maria de Sagarra.
En contrast amb l'ocorregut amb la immigració rebuda anteriorment en la dècada de 1920 i 1930, durant la major part de la dictadura de Franco es va propiciar l'exclusió total de l'idioma català del sistema educatiu (va ser relegat a l'esfera familiar), en el qual es van arribar a utilitzar en alguns llocs mètodes en els quals els propis alumnes havien de denunciar a l'alumne que parlés català cedint-li una bala. La llengua catalana va arribar també a prohibir-se en les làpides de les tombes en el període de postguerra. Fins a l'any 1951, Rafael Aracil, Joan Oliver i Antoni Segura han considerat que la persecució de la llengua va ser «total».
En el segon Franquisme, una certa obertura del règim va permetre un tímid canvi en la marginació de l'idioma autòcton que va donar motiu a una sèrie de passos en contra d'aquesta tendència com l'emissió el 1964 del primer programa de televisió en català per part de TVE (Teatre català). Tant la Nova Cançó (1961) —amb limitacions, com va posar de manifest la prohibició a Joan Manuel Serrat de cantar en català en el festival d'Eurovisió de 1968— com la creació el 1971 de l'Assemblea de Catalunya, en la qual s'aglutinaven les forces antifranquistes, són fenòmens que s'han considerat com a exemples del manteniment de l'ús de l'idioma català durant la dictadura. El 1970 l'última llei educativa de Franco obria la porta a l'ús de llengües diferents a l'ensenyament primari, via que seria desenvolupada per un decret 5 anys més tard. També el 1975, propera ja la defunció de Franco, un altre decret permetia l'ocupació d'altres llengües natives espanyoles als ajuntaments diferents del castellà. La canço dels Segadors va ser una cançó molt reprimida i excluida per la cultura franquista, ja que remarca la llibertat del poble català.
Globalment, la gairebé total exclusió del català del sistema educatiu i les severes limitacions al seu ús en els mitjans de comunicació de masses durant tots aquests anys, va tenir conseqüències de llarga durada i que estarien presents anys després del final de la dictadura, com s'observa en les altes taxes d'analfabetisme en català que es dona entre les generacions escolaritzades en aquests anys: el 1996 solament un terç del tram d'edat comprès entre els 40 i els 44 anys era capaç d'escriure en català, parlat pel 67 % dels censats, xifres que descendien al 22 % dels majors de 80 anys capaços d'escriure en català amb un 65 % de parlants.

### La repressió econòmica
La repressió econòmica va ser practicada mitjançant multes econòmiques (pagament de quantitats fixes), confiscacions totals o parcials de béns i embargaments de comptes bancaris, decidides per la Comissió Central de Béns Confiscats per l'Estat i per comissions provincials de confiscació. Es va aplicar en virtut d'un decret aprovat el 10 de gener de 1937, en particular els seus articles 6 i 8 que sancionaven econòmicament a "els responsables de danys o perjudicis causats a Espanya". El 9 de febrer de 1939, la Llei de Responsabilitats Polítiques va ampliar aquest decret per "liquidar les culpes contretes pels qui van contribuir amb actes o omissions greus a forjar la subversió roja, a mantenir-la viva durant més de dos anys i a entorpir el triomf del Moviment Nacional". L'article 10 imposava sancions econòmiques a tots els condemnats per tribunals militars. Aquestes sancions s'aplicaven fins i tot després de la defunció del condemnat. Les confiscacions es realitzaven a particulars, partits polítics, associacions, signatures comercials.
Aquesta llei s'aplicava no només a tots els opositors al règim sinó també als quals havien servit civil i militarment sota la Segona República. Vulnerava la irretroactividad penal, castigant idees i actes anteriors a l'aixecament franquista i, per tant, legals quan es van realitzar.
El 13 d'abril de 1945, el Ministeri de Justícia va publicar un decret que va declarar extingits els procediments de Responsabilitats Civils i Polítiques i els tribunals creats per a la seva aplicació, en considerar complerta la seva missió. Va crear la Comissió Liquidadora de Responsabilitats Polítiques per resoldre els casos pendents i els recursos presentats contra les sentències sancionadores. Bona part dels recursos van ser indultats, i els béns i els diners confiscats van ser retornats en les dècades posteriors, per un import equivalent al que tenien en les dates de confiscació, la qual cosa representava una forta devalorització.
La restitució del patrimoni històric i acumulat dels sindicats de treballadors, associacions empresarials i societats vinculades a ells, no es va plantejar fins a l'inici de la Transició, quan un Reial decret Llei de 1976 va repartir entre els sindicats majoritaris els béns acumulats pel sindicat vertical, recentment abolit. La devolució del patrimoni històric de les organitzacions sindicals no va ser considerada de fet fins a l'aprovació el 1986 de la Llei de Cessió de Béns del Patrimoni Sindical Acumulat.

### La repressió política
Es van prohibir els partits polítics, sindicats, associacions i periòdics no afins al règim. Es va anul·lar la llibertat d'expressió per a opinions contràries al govern o simplement discrepants, i es va establir des de les mateixes instàncies de govern un sistema de censura de tots els mitjans de comunicació.

### La repressió cultural
La censura va ser aplicada a temes no relacionats directament amb la política: literatura, poesia, cançons, arts plàstiques, cinema i teatre. Es va imposar un model cultural definit segons els criteris establerts per l'Estat.
La censura que aplicava el règim va afectar totes les activitats intel·lectuals i als mitjans de comunicació.
El cinema i el teatre serien víctimes d'una doble censura civil i eclesiàstica, sent prohibides obres d'autors. En la novel·la el règim no va poder evitar que alguns escriptors reflectissin les misèries de les condicions de vida d'aquells anys quaranta.

### La repressió periodística
Amb la Guerra Civil van desaparèixer molts mitjans de comunicació catalans. Aquest ric entramat no es va poder recuperar amb la Transició i avui dia l'impacte és força irregular. Destaca, però, l'espectacular progressió de la llengua catalana en l'àmbit digital.
Amb l'avenç de les tropes franquistes –el 1936 van ocupar les Illes Balears, el 1938 Lleida i el 1939 la resta del Principat– es va truncar el procés de normalització i democratització cultural. La Guerra Civil va tenir greus conseqüències per a la cultura en català i especialment la de caràcter catalanista. El primer que feien les tropes rebels, quan irrompien a una ciutat, era cremar o convertir en pasta de paper els llibres en català de les biblioteques privades i dels editors comercials.
Aquest va ser el cas de la biblioteca de Pompeu Fabra. En altres ocasions, com va succeir amb la biblioteca de Joaquim Xirau, ocupaven l'habitatge i dispersaven els llibres. I, finalment, com li va ocórrer a Antoni Rovira i Virgili, decomissaven i traslladaven tots els documents i obres a Salamanca. Era, doncs, un odi general vers la diferència i l'objectiu era destruir el sistema de comunicació en català. Així, el diari ‘La Publicitat’ va ser bombardejat i ‘La Humanitat’ saquejada pels guanyadors –com tots els diaris–. ‘La Veu de Catalunya’ va ser intervingut pels anarquistes.
Després de la Guerra Civil, a partir del 1939, la dictadura del general Franco, amb la repressió política i lingüística, va provocar la desaparició de la premsa nacional i local en llengua catalana i el final de la radiodifusió en català. Els exiliats catalans van lluitar contra l'esvaniment del català fent publicacions en català de curt tiratge i programes de ràdio. La programació internacional en llengua catalana feta per una dotzena d'emissores d'ona curta: Ràdio Moscou, La Pirenaica, Ràdio París o BBC, entre d'altres, tot i ser sempre testimonial, durant els quaranta anys de franquisme, va tenir una gran importància per a la pervivència del català a la radiodifusió. A les dècades dels quaranta i cinquanta a Catalunya només Ràdio Girona, Ràdio Vilanova, Ràdio Tortosa, REM Ràdio Berga, Ràdio Taradell i Ràdio Popular de Figueres van fer algun programa en català, sempre de temàtica religiosa o musical.
El 1958 es va produir una certa modernització del franquisme, amb canvis socials, polítics i econòmics de signe moderat que van permetre al català tenir una mínima presència als mitjans de comunicació del país. Naixia la revista ‘Serra d'Or’ (1959). A la dècada dels seixanta, Ràdio Popular de Figueres i Ràdio Girona ja emetien una part de la programació en català. Ràdio Barcelona, a partir de la temporada 1962-63, va començar a programar una obra de teatre en català cada mes i va posar en antena diària ‘Radioscope’. Aquest programa, tot i ser presentat majoritàriament en castellà, va ser, entre altres coses, una plataforma per als cantautors catalans. Radio España de Barcelona, des de l'any 1962, va incloure en la programació l'espai ‘Què sabem de Catalunya’. El 1964, Televisió Espanyola (TVE) va fer els primers espais mensuals de teatre en català, amb el nom de ‘Teatro catalán', i Ràdio Nacional d'Espanya a Barcelona va començar a emetre ‘Evocacions catalanes'. L'any 1967, TVE va començar el programa mensual ‘Mare Nostrum’ i poc després RNE el programa ‘Paraula i pensament’.
Amb aquesta anul·lació sistemàtica de la comunicació, els franquistes van aconseguir que el català fos gairebé invisible durant prop de mig segle. Després, una Transició extremament cautelosa tampoc va solucionar dècades de silenci. Si no hagués estat per la persecució i destrucció, avui, la desapareguda empresa editora de ‘La Veu de Catalunya’ seria, en proporció, com la de l'‘ABC’. La de ‘La Humanitat’ seria com ‘El País’. Els anys de llibertat de la Transició, doncs, no van poder reconstruir el mercat, ni la indústria ni els mitjans.

### La repressió a les dones
L'arribada de la dictadura franquista, les dones foren objecte d'una doble repressió, política i de gènere, no únicament van perdre els drets polítics que hi havien obtingut poc abans, sinó a més a més foren excloses de la ciutadania civil i social per ser de nou recloses en l'àmbit domèstic i sotmeses a la tutela de l'home.
En termes quantitatius, les execucions i encarceraments de les dones foren molt inferiors als dels homes, el restabliment de la visió tradicional del paper de la dona en la societat que van portar a terme al franquisme i l'Església catòlica adquirí característiques de gran crueltat en molts casos com violacions, cabell rapat, subministrament d'oli de ricí, humiliacions, constant desprestigi social i marginació.

## Les darreres cuejades del franquisme
El fet que més marcà el tardofranquisme fou l'assassinat de l'almirall Luis Carrero Blanco, el 20 de desembre de 1973. Aquest fet deixà escapçat el projecte continuista del règim. Aquesta mort generà, primer un gran desconcert en el govern d'Arias Navarro i, més endavant, pànic en el si del règim pel futur incert que s'obria just al davant. Tot plegat explica, possiblement, l'assassinat de Salvador Puig i Antich i Georg Michael Welzel el 2 de març de 1974. Foren els darrers executats amb el mètode del garrot vil.
Finalment, el 27 de setembre de 1975, amb el Generalísimo ja al llit, agonitzant, foren afusellats els cinc darrers condemnats a mort del franquisme, dos integrants d'ETA: Angel Otaegi Etxeberria i Jon Paredes Manot àlies Txiki i tres membres del FRAP: Ramón García Sanz, José Luis Sánchez Bravo i José Humberto Baena. El decret antiterrorista s'aplicava implacablement i amb caràcter retroactiu. Els fets pels quals se'ls acusava havien tingut lloc abans que fos aprovat, amb la qual cosa es vulnerava un dels principis bàsics de qualsevol estat de dret.
Les cinc darreres morts del franquisme es produïen només 54 dies abans que Franco morís. La dictadura va morir com havia nascut i va viure: matant. Però, a cops de repressió i d'immobilisme, havia perdut el suport social de què gaudia el 1939. La Guerra Civil quedava ja molt lluny i les noves generacions no estaven disposades a suportar per més temps la manca de llibertats i de modernitat. El 20 de novembre de 1975 Franco va morir al llit, però el franquisme tenia els dies comptats.

## Investigació de la repressió franquista
Durant la transició democràtica espanyola i els posteriors 40 anys, no hi va haver cap investigació per part de l'administració sobre les tortures que van tenir lloc durant el franquisme. No fou fins a l'abril de 2025 quan es va obrir la primera diligència d'investigació per tortures, en el marc de la llei de memòria democràtica espanyola. Aquesta se centra en casos de maltractes físics i psicològics que es perpetraren a la via Laietana de Barcelona durant el 1977.